# Макмиллан, Фрю
Фрю До́нальд Макми́ллан (англ. Frew Donald McMillan; р. 20 мая 1942, Спрингс) — южноафриканский теннисист и спортивный комментатор, мастер игры в парах.
- Бывшая первая ракетка мира в парном разряде
- Пятикратный победитель турниров Большого шлема, в том числе трёхкратный победитель Уимблдонского турнира, в мужском парном разряде
- Пятикратный победитель турниров Большого шлема в смешанном парном разряде
- Обладатель Кубка Дэвиса в составе сборной ЮАР (1974)
- Победитель Итогового турнира WCT (1974) и турнира Гран-при Мастерс (1977) в мужском парном разряде
- В общей сложности победитель 74 профессиональных турниров в парном и двух в одиночном разряде
- Член Международного зала теннисной славы с 1992 года

## Игровая карьера
Любительская теннисная карьера Фрю Макмиллана началась в 1961 году. К 1966 году он выиграл несколько любительских турниров в одиночном разряде, в том числе не только в Южной Африке, но и в Великобритании, а также в Бильбао (Испания) и Стамбуле. Однако уже на этом этапе его карьера складывается как карьера парного игрока: за 1965 и 1966 годы он провёл шесть игр в составе сборной ЮАР, все в паре с Китом Дипрамом, в том числе против ведущих мастеров из команд Франции и ФРГ, и выиграл пять из них, а в шестом южноафриканская пара навязала равную игру знаменитому Мануэлю Сантане и его партнёру Хосе Луису Арилье. В 1966 году Макмиллан завоевал свой первый титул в турнирах Большого шлема, выиграв чемпионат Франции в смешанном парном разряде с Аннеттой ван Зил.
В 1966 году иммигрировавший в ЮАР австралийский мастер Боб Хьюитт получил право сформировать пару с местным игроком, и его новым партнёром стал Макмиллан. Новая пара оказалась очень удачной и уже в 1967 году выиграла Уимблдонский турнир. Начало Открытой эры и возвращение в турниры Большого шлема ведущих профессионалов на несколько лет отодвинули Макмиллана и Хьюитта на второй план, но к началу 1970-х годов они уже уверенно вошли в элиту. В 1972 году они выиграли Открытый чемпионат Франции, а затем свой второй Уимблдон. В 1974 году Макмиллан был частью команды ЮАР, завоевавшей первый и единственный в истории страны Кубок Дэвиса, и добавил к этому титулу выигранный с Хьюиттом Итоговый турнир WCT — на тот момент один из престижнейших в профессиональном теннисе.
В 1977 году Макмиллан и Хьюитт выиграли 14 турниров, при том, что четыре месяца почти не выступали вместе, пока Макмиллан играл в профессиональной лиге World Team Tennis. Успехи в первой половине сезона позволили ему уже в апреле взойти на первую ступень в недавно сформированном рейтинге АТР в парном разряде, куда он затем возвращался в июне и — уже надолго — в июле. После этого они с Хьюиттом выиграли Открытый чемпионат США, а завершили год победой в турнире Мастерс — итоговом в профессиональном туре Гран-при. На следующий год они выиграли свой третий Уимблдон, разгромив в четвертьфинале пятикратных чемпионов Джона Ньюкомба и Тони Роча, а в финале ещё не достигших зенита своей парной карьеры Джона Макинроя и Питера Флеминга. После этого Макмиллан оставался первой ракеткой мира в парном разряде вплоть до начала февраля 1979 года.
Параллельно с успехами в мужском парном разряде Макмиллан также удачно выступал в миксте. После победы 1966 года на чемпионате Франции с Аннеттой ван Зил он стал финалистом Открытого чемпионата США 1970 года с австралийкой Джуди Тегарт, а с 1976 года девять раз выходил в финалы турниров Большого шлема с представлявшей Нидерланды Бетти Стове. Вместе они по два раза выиграли Уимблдон и Открытый чемпионат США и ещё пять раз проигрывали в финале, в том числе трижды — Хьюитту и ещё одной соотечественнице Макмиллана Грир Стивенс.
В общей сложности в мужском и смешанном парном разряде Макмиллан выиграл за карьеру десять турниров Большого шлема всего с тремя разными партнёрами. В мужском парном разряде с начала Открытой эры он выиграл 74 турнира. Два последних титула, в 1981 и 1982 годах, он выиграл уже без Хьюитта. Макмиллану также удалось выиграть два открытых теннисных турнира в одиночном разряде — в Мюнхене в 1974 году (победа над югославом Николой Пиличем) и в Нюрнберге в 1976 году (победа над бразильцем Томасом Кохом); ещё четыре раза он играл в одиночных финалах. За годы в сборной ЮАР (с 1965 по 1978 год, с перерывом в начале 1970-х годов) он одержал 23 победы в парах при всего пяти поражениях; ещё две игры он выиграл в одиночном разряде. Свои последние матчи в профессиональных турнирах он провёл в 1984 году.
После окончания игровой карьеры Фрю Макмиллан стал теннисным комментатором. Он сотрудничал с компаниями Eurosport и ВВС. В 1992 году его имя и имя Боба Хьюитта были включены в списки Международного зала теннисной славы.

## Стиль игры
Хотя Макмиллан был правшой, он играл двумя руками как слева, так и справа (теннисный историк Бад Коллинз пишет, что он держал ракетку, как бейсбольную биту), став первым в истории обладателем такого игрового стиля, достигшим высоких позиций в теннисной иерархии.
С 1966 года, когда Макмиллан впервые попал в пару с Хьюиттом, они образовали один из самых сплочённых и эффективных тандемов в истории тенниса, который даже называли комбинированной фамилией «Фрюитт». Более взрывной и атакующий Хьюитт контролировал правую сторону корта, а флегматичный Макмиллан — левую. Результатом этого сотрудничества стали рекордные 57 совместных титулов — результат, который позже повторили Джон Макинрой и Питер Флеминг и лишь в 2001 году превзошли Тодд Вудбридж и Марк Вудфорд.

## Участие в финалах турниров Большого шлема за карьеру

### Мужской парный разряд (5+0)
Победы (5)
| Год  | Турнир                     | Партнёр    | Соперники в финале             | Счёт в финале      |
| ---- | -------------------------- | ---------- | ------------------------------ | ------------------ |
| 1967 | Уимблдонский турнир        | Боб Хьюитт | Кен Флетчер Рой Эмерсон        | 6-2, 6-3, 6-4      |
| 1972 | Открытый чемпионат Франции | Боб Хьюитт | Патрисио Корнехо Хайме Фильоль | 6-3, 8-6, 3-6, 6-1 |
| 1972 | Уимблдонский турнир (2)    | Боб Хьюитт | Эрик ван Диллен Стэн Смит      | 6-2, 6-2, 9-7      |
| 1977 | Открытый чемпионат США     | Боб Хьюитт | Брайан Готтфрид Рауль Рамирес  | 6-4, 6-0           |
| 1978 | Уимблдонский турнир (3)    | Боб Хьюитт | Джон Макинрой Питер Флеминг    | 6-1, 6-4, 6-2      |

### Смешанный парный разряд (5+6)

#### Победы (5)
| Год  | Турнир                     | Партнёр         | Соперники в финале               | Счёт в финале  |
| ---- | -------------------------- | --------------- | -------------------------------- | -------------- |
| 1966 | Чемпионат Франции          | Аннетта ван Зил | Энн Хейдон-Джонс Кларк Гребнер   | 1-6, 6-3, 6-2  |
| 1977 | Открытый чемпионат США     | Бетти Стове     | Билли-Джин Кинг Витас Герулайтис | 6-2, 3-6, 6-3  |
| 1978 | Уимблдонский турнир        | Бетти Стове     | Билли-Джин Кинг Рэй Раффлз       | 6-2, 6-2       |
| 1978 | Открытый чемпионат США (2) | Бетти Стове     | Билли-Джин Кинг Рэй Раффлз       | 6-3, 7-6       |
| 1981 | Уимблдонский турнир (2)    | Бетти Стове     | Трэйси Остин Джон Остин          | 4-6, 7-62, 6-3 |

#### Поражения (6)
| Год  | Турнир                     | Партнёр             | Соперники в финале          | Счёт в финале |
| ---- | -------------------------- | ------------------- | --------------------------- | ------------- |
| 1970 | Открытый чемпионат США     | Джуди Тегарт-Далтон | Маргарет Корт Марти Риссен  | 4-6, 4-6      |
| 1976 | Открытый чемпионат США (2) | Бетти Стове         | Билли-Джин Кинг Фил Дент    | 6-3, 2-6, 5-7 |
| 1977 | Уимблдонский турнир        | Бетти Стове         | Грир Стивенс Боб Хьюитт     | 6-3, 5-7, 4-6 |
| 1979 | Уимблдонский турнир (2)    | Бетти Стове         | Грир Стивенс Боб Хьюитт     | 5-7, 6-77     |
| 1979 | Открытый чемпионат США (3) | Бетти Стове         | Грир Стивенс Боб Хьюитт     | 3-6, 5-7      |
| 1980 | Открытый чемпионат США (4) | Бетти Стове         | Венди Тёрнбулл Марти Риссен | 5-7, 2-6      |

## Участие в финалах итоговых турниров за карьеру

### Парный разряд (2+0)
Победы (2)
| Год  | Турнир                                | Партнёр    | Соперники в финале         | Счёт в финале       |
| ---- | ------------------------------------- | ---------- | -------------------------- | ------------------- |
| 1974 | Итоговый турнир WCT, Монреаль, Канада | Боб Хьюитт | Оуэн Дэвидсон Джон Ньюкомб | 6-2, 6-76, 6-1, 6-2 |
| 1977 | Гран-при Мастерс, Нью-Йорк, США       | Боб Хьюитт | Боб Лутц Стэн Смит         | 7-5, 7-6, 6-3       |